# درجة XF
درجة XF هي عبارة عن دَرجةٌ أكاديمية تُستخدم في بعضِ كُليات الولايات المتحدة، للدلالة إما على الطلابِ الذينَ انسحبوا من الدَورَةِ بعد انقِضَاءِ فَترةِ استرداد المَبلغ المَدفوع  أو الذينَ يَتم القبضُ عليهم وهم يؤَدون أَعمال خِيانة الأمانة الأكاديمية. إذ كان الهدفُ من ذلكَ أن يُوضحَ من التقرير السبب في وجود درجةِ الرسوب، على الرغم من أن النقادَ أشاروا إلى مخططِ تصنيفٍ غيرَ مُتَناسِقٍ بينَ الجامعات التي تُصدر درجات XF. حيثُ يتم استخدام صيغة XF أيضًا من قِبَل مؤسسة واحدة على الأقل للإشارةِ إلى الطالبِ الذي فَشِلَ في الدورةِ بسبب عدم الحضور.
حدثَ المِثال الأول من درجة XF في جامعةِ ماريلاند، «كوليدج بارك»؛ حيثُ تم وضع درجات XFs لمجموعةٍ من الانتحاليين في جامعة ولاية كنساس منذ عام 2000. وقد اعتمدت جامعة ولاية بنسلفانيا وجامعة كارولينا الشرقية مؤخرًا تطبيقها. في كِنساس، يمكن للطلاب الذين حصلوا على درجات XF تغييرها إلى "F" وذلكَ من خِلال التسجيل في دورةِ النزاهةِ الأكاديمية. طالَبَ الطُلابُ في جامعة ولاية ويتشيتا الذينَ لم يرغبوا في الحصول على درجةِ "F" في تقاريرهم لخيانتهم الأمانة الأكاديمية اعتماد درجة "XF" من قِبَل جامِعتهم. وطالبَ الطلاب في جامعةِ ولايةِ توماس إديسون بأن يتم إزالة درجات "XF" المكتسبة من فقدان الموعد النهائي للانسحاب من الدَورَةِ من تقاريرهم الرسمية، مما يؤدي إلى تغيير السياسة داخل الجامعة. إذ يُلاحظ أن النقاش قد نشأ جزئيًا؛ بسبب سياساتِ التصنيف الغير متناسقة بين الجامعات التي تُصدر درجات"XF".